# Kristian (børnesanger)
 For alternative betydninger, se Kristian. (Se også artikler, som begynder med Kristian)
Kristian Dahlgård Mikkelsen eller bare Kristian er en dansk børne-sanger, der vandt MGP 2013 med sangen "Den Første Autograf".